# Miia Sillman
Miia Sillman (Tampere, 3 giugno 1995) è una multiplista finlandese, medaglia d'oro nell'eptathlon alle Universiadi di Napoli 2019.

## Progressione

### Eptathlon
| Stagione | Punteggio | Luogo       | Data      | Rank. Mond. |
| -------- | --------- | ----------- | --------- | ----------- |
| 2019     | 5932 p.   | Uppsala     | 9-6-2019  | 48ª         |
| 2018     | 5810 p.   | Jyväskylä   | 20-7-2018 | 78ª         |
| 2017     | 5475 p.   | Kuortane    | 11-6-2017 | 157ª        |
| 2016     | 5309 p.   | Landquart   | 22-5-2016 | 212ª        |
| 2015     | 5540 p.   | Tallinn     | 10-7-2015 | 124ª        |
| 2014     | 5065 p.   | Pietarsaari | 7-9-2014  | 329ª        |
| 2013     | 4450 p.   | Raasepori   | 8-9-2013  | 699ª        |
| 2012     | 4648 p.   | Asikkala    | 5-8-2012  | 557ª        |

### Pentathlon (indoor)
| Stagione  | Punteggio | Luogo     | Data     | Rank. Mond. |
| --------- | --------- | --------- | -------- | ----------- |
| 2018-2019 | 4303 p.   | Tallinn   | 3-2-2019 | 24ª         |
| 2017-2018 | 4081 p.   | Jyväskylä | 4-3-2018 | 63ª         |

## Palmarès
| Anno | Manifestazione   | Sede      | Evento    | Risultato | Prestazione | Note |
| ---- | ---------------- | --------- | --------- | --------- | ----------- | ---- |
| 2015 | Europei under 23 | Tallinn   | Eptathlon | 9ª        | 5540 p.     |      |
| 2017 | Europei under 23 | Bydgoszcz | Eptathlon | dnf       | dnf         |      |
| 2019 | Universiadi      | Napoli    | Eptathlon | Oro       | 4182 p.     |      |

## Campionati nazionali
- 2 volte campionessa finlandese assoluta del pentathlon indoor (2018, 2019)
- 1 volta campionessa finlandese under 23 del salto in lungo (2015)
- 1 volta campionessa finlandese juniores del salto triplo indoor (2013)
- 1 volta campionessa finlandese allieva del salto triplo indoor (2012)
- 1 volta campionessa finlandese allieva del salto in lungo indoor (2012)

2011
- 4ª ai campionati finlandesi under allievi (Helsinki, 26 febbraio 2011), salto triplo - 11,40 m
- 14ª ai campionati finlandesi under allievi (Helsinki, 27 febbraio 2011), salto in lungo  - 5,09 m

2012
- In finale ai campionati finlandesi assoluti indoor (Tampere, 19 febbraio 2012), salto in alto - nm
- 5ª ai campionati finlandesi assoluti indoor (Tampere, 19 febbraio 2012), salto triplo - 12,22 m
- Argento ai campionati finlandesi allievi indoor (Kuortane, 25 febbraio 2012), salto in alto - 1,74 m
- Oro ai campionati finlandesi allievi indoor (Kuortane, 25 febbraio 2012), salto triplo - 12,27 m
- Oro ai campionati finlandesi allievi indoor (Kuortane, 26 febbraio 2012), salto in lungo - 5,62 m
- Eliminata ai turni di qualificazione ai campionati finlandesi assoluti (Lahti, 24 agosto 2012), salto in lungo - 5,72 m
- Eliminata ai turni di qualificazione ai campionati finlandesi assoluti (Lahti, 25 agosto 2012), salto triplo - 11,72 m

2013
- 6ª ai campionati finlandesi assoluti indoor (Jyväskylä, 17 febbraio 2013), salto triplo - 12,19 m
- Oro ai campionati finlandesi juniores indoor (Tampere, 23 febbraio 2013), salto triplo - 12,27 m
- In finale ai campionati finlandesi juniores indoor (Tampere, 24 febbraio 2013), salto in alto - nm
- Bronzo ai campionati finlandesi juniores indoor (Tampere, 24 febbraio 2013), salto in lungo - 5,66 m

2014
- Argento ai campionati finlandesi juniores indoor (Helsinki, 15 febbraio 2014), salto triplo - 12,32 m
- 5ª ai campionati finlandesi juniores indoor (Helsinki, 16 febbraio 2014), 60 metri ostacoli - 9,08 m
- Bronzo ai campionati finlandesi juniores indoor (Helsinki, 16 febbraio 2014), salto in alto - 1,66 m
- Argento ai campionati finlandesi juniores indoor (Helsinki, 16 febbraio 2014), salto in lungo - 5,77 m
- 10ª ai campionati finlandesi assoluti (Kuopio, 1º agosto 2014), salto in alto - 1,72 m
- 6ª ai campionati finlandesi assoluti (Kuopio, 3 agosto 2014), salto in lungo - 5,96 m
- 4ª ai campionati finlandesi juniores (Huittinen, 9 agosto 2014), salto triplo - 12,28 m
- 4ª ai campionati finlandesi juniores (Huittinen, 10 agosto 2014), salto in alto - 1,70 m
- 4ª ai campionati finlandesi juniores (Huittinen, 10 agosto 2014), salto in lungo - 5,83 m

2015
- 9ª ai campionati finlandesi indoor (Tampere, 22 febbraio 2015), Salto in alto - 1,70 m
- 7ª ai campionati finlandesi under 23 indoor (Turku, 28 febbraio 2015), salto in lungo - 5,56 m
- 10ª ai campionati finlandesi under 23 indoor (Turku, 28 febbraio 2015), getto del peso - 11,10 m
- 6ª ai campionati finlandesi under 23 indoor (Turku, 28 febbraio 2015), salto in alto - 1,75 m
- Bronzo ai campionati finlandesi assoluti (Pori, 1º agosto 2015), eptathlon - 5375 p.
- Eliminata ai turni di qualificazione ai campionati finlandesi under 23 (Lahti, 15 agosto 2015), salto in lungo - 5,81 m
- Bronzo ai campionati finlandesi under 23 (Lahti, 15 agosto 2015), salto triplo - 12,46 m
- 11ª ai campionati finlandesi under 23 (Lahti, 15 agosto 2015), lancio del giavellotto - 40,06 m
- Oro ai campionati finlandesi under 23 (Lahti, 16 agosto 2015), salto in lungo - 6,01 m

2016
- 10ª ai campionati finlandesi assoluti (Oulu, 24 luglio 2016), salto in alto - 1,68 m
- 4ª ai campionati finlandesi under 23 (Lappeenranta, 5 agosto 2016), salto in alto - 1,70 m
- 5ª ai campionati finlandesi under 23 (Lappeenranta, 6 agosto 2016), salto in lungo - 5,62 m

2017
- Argento ai campionati finlandesi under 23 indoor (Turku, 25 febbraio 2017), salto in lungo - 5,72 m
- 4ª ai campionati finlandesi under 23 indoor (Turku, 25 febbraio 2017), getto del peso - 12,00 m
- Bronzo ai campionati finlandesi under 23 indoor (Turku, 26 febbraio 2017), salto in alto - 1,73 m
- Gara non conclusa ai campionati finlandesi under 23 (Bydgoszcz, 14 luglio 2017), eptathlon - dnf
- 10ª ai campionati finlandesi assoluti (Seinäjoki, 21 luglio 2017), salto in lungo - 5,63 m
- Argento ai campionati finlandesi under 23 (Kauhava, 4 agosto 2017), salto in alto - 1,76 m
- 5ª ai campionati finlandesi under 23 (Kauhava, 5 agosto 2017), salto in lungo - 5,72 m

2018
- 12ª ai campionati finlandesi assoluti indoor (Helsinki, 17 febbraio 2018), salto in lungo - 5,58 m
- Eliminata in batteria ai campionati finlandesi assoluti indoor (Helsinki, 18 febbraio 2018), 60 metri ostacoli - 8"89
- 7ª ai campionati finlandesi assoluti indoor (Helsinki, 18 febbraio 2018), salto in alto - 1,74 m
- Oro ai campionati finlandesi assoluti di prove multiple indoor (Jyväskylä, 4 marzo 2018), pentathlon - 4081 p.
- Argento ai campionati finlandesi assoluti (Jyväskylä, 20 luglio 2018), eptathlon - 5810 p.

2019
- 9ª ai campionati finlandesi assoluti indoor (Kuopio, 16 febbraio 2019), salto in lungo - 5,82 m
- In finale ai campionati finlandesi assoluti indoor (Kuopio, 17 febbraio 2019), salto in alto - nm
- Oro ai campionati finlandesi assoluti di prove multiple indoor (Helsinki, 3 marzo 2019), pentathlon - 4182 p.